# Stefan Ulm
Stefan Ulm (ur. 21 grudnia 1975 w Berlinie) – niemiecki kajakarz, dwukrotny wicemistrz olimpijski, mistrz świata i Europy.

## Kariera sportowa
Na dużych imprezach międzynarodowych startował w konkurencji kajaków czwórek (K-4).
Zwyciężył w wyścigu czwórek na dystansie 1000 metrów na mistrzostwach świata w 1997 w Dartmouth (razem z nim w osadzie niemieckiej płynęli Torsten Gutsche, Mark Zabel i Björn Bach). Na kolejnych mistrzostwach świata w 1998 w Segedynie niemiecka osada w tym samym składzie zdobyła złote medale na dystansach 500 metrów i 1000 metrów, a na mistrzostwach świata w 1999 w Mediolanie złoty medal na 500 metrów i srebrny medal na 1000 metrów. Na mistrzostwach Europy w 2000 w Poznaniu niemiecka osada w składzie: Jan Schäfer, Zabel, Bach i Ulm zwyciężyła w wyścigach na 500 metrów i na 1000 metrów, a na 200 metrów zajęła 5. miejsce.
Niemiecka czwórka Schäfer, Zabel, Bach i Ulm zdobyła srebrny medal na dystansie 1000 metrów na igrzyskach olimpijskich w 2000 w Sydney, przegrywając z osadą z Węgier, a wyprzedzając zespół z Polski. Na  mistrzostwach Europy w 2001 w Mediolanie osada Andreas Ihle, Zabel, Bach i Ulm zdobyła srebrny medal na dystansie 1000 metrów oraz zajęła 6. miejsce na 500 metrów i 8. miejsce na 200 metrów. W tym samym składzie zwyciężyli na 1000 metrów, a z Schäferem w miejsce Ihlego zajęli 4. miejsce na 500 metrów na mistrzostwach świata w 2001 w Poznaniu. Ulm zajął 5. miejsce na 1000 metrów i 8. miejsce na 500 metrów na mistrzostwach Europy w 2002 w Segedynie, a na mistrzostwach świata w 2002 w Sewilli wraz z Ihlem, Zabelem i Bachem zdobył srebrny medal na 1000 metrów.
Ihle, Zabel, Bach i Ulm zdobyli brązowy medal na 1000 metrów i zajęli 6. miejsce na 500 metrów na mistrzostwach świata w 2003 w Gainesville. Na mistrzostwach Europy w 2004 w Poznaniu osada Zabel, Bach, Ulm i Björn Goldschmidt zajęła 5. miejsce na 500 metrów i 9. miejsce na 1000 metrów.
Na igrzyskach olimpijskich w 2004 w Atenach niemiecka osada w składzie: Ihle, Zabel, Bach i Ulm zdobyła srebrny medal, za Węgrami, a przed osadą ze Słowacji.
Ulm zdobył wiele medali mistrzostw Niemiec. Na dystansie 500 metrów był srebrnym medalistą w czwórkach w 1997 oraz brązowym w dwójkach (K-2) w 2002 i w czwórkach w 995 i 1998. Na dystansie 1000 metrów był wicemistrzem w jedynkach (K-1) w 2001 i 2002 oraz w czwórkach w 1997, a także brązowym medalistą w jedynkach w 2000 oraz w czwórkach w 1994, 1996, 1998 i 2001. Na dystansie 10 000 metrów był w konkurencji czwórek wicemistrzem w latach 1996–1998 oraz brązowym medalistą w 1994 i 1995.